# Großriedenthal
Großriedenthal ist eine Gemeinde mit 975 Einwohnern (Stand 1. Jänner 2025) im Weinviertel im Bezirk Tulln in Niederösterreich.

## Geografie
Großriedenthal liegt nördlich der Donau zwischen dem Südrand des Weinviertels und dem markanten Höhenzug des Wagram rund acht Straßenkilometer nördlich von Kirchberg am Wagram. Die Entwässerung erfolgt durch den Gießbach, der die Gemeinde von Nordwesten nach Südosten durchfließt. An seinem linken Ufer, dem sonnseitigen Anstieg, wird Wein angebaut. Der flache Süden ist Ackerfläche.
Die Fläche der Gemeinde umfasst 18,83 Quadratkilometer. Davon sind 66 Prozent landwirtschaftliche Nutzfläche, 23 Prozent Weingärten und 4 Prozent der Fläche sind bewaldet.

### Gemeindegliederung
Das Gemeindegebiet umfasst folgende drei Ortschaften (in Klammern Einwohnerzahl Stand 1. Jänner 2025):
- Großriedenthal (490)
- Neudegg (169)
- Ottenthal (316)

Die Gemeinde besteht aus den Katastralgemeinden Großriedenthal, Neudegg und Ottenthal.

### Nachbargemeinden
| Hohenwarth-Mühlbach am Manhartsberg (HL) | Ziersdorf (HL)                              | Heldenberg (HL) |
|                                          | Kompassrose, die auf Nachbargemeinden zeigt | Großweikersdorf |
| Fels am Wagram                           | Kirchberg am Wagram                         |                 |

## Geschichte
Der Ortsname tauchte erstmals im Jahr 1110 in einer urkundlichen Erwähnung in Passau auf. Riedenthal bedeutete einst eine gerodete Stelle im Tal, später das Tal der guten Weinriede.
Das Gut Riedenthal befand sich im Besitz der gleichnamigen Adelsfamilie, deren Burg sich wahrscheinlich auf dem im Norden der Gemeinde gelegenen Hausberg befand. Im Jahr 1285 wurde erstmals eine Holzburg auf dem Hausberg erwähnt. Auf diesem befinden sich heute noch Erdställe.
Laut Adressbuch von Österreich waren im Jahr 1938 in der Ortsgemeinde Großriedenthal ein Arzt, ein Bäcker, ein  Binder, ein Fleischer, ein Friseur, ein Gastwirt, drei Gemischtwarenhändler, ein Sattler, zwei Schmiede, ein Schneider, drei Schuster, zwei Tischler, ein Viktualienhändler, ein Wagner und zahlreiche Landwirte ansässig.

### Einwohnerentwicklung
Nach dem Ergebnis der Volkszählung 2001 gab es 984 Einwohner. 1991 hatte die Gemeinde 998 Einwohner, 1981 998 und im Jahr 1971 1.043 Einwohner.
| Großriedenthal: Einwohnerzahlen von 1869 bis 2025   | Großriedenthal: Einwohnerzahlen von 1869 bis 2025 | Großriedenthal: Einwohnerzahlen von 1869 bis 2025 | Großriedenthal: Einwohnerzahlen von 1869 bis 2025 | Großriedenthal: Einwohnerzahlen von 1869 bis 2025 |
| --------------------------------------------------- | ------------------------------------------------- | ------------------------------------------------- | ------------------------------------------------- | ------------------------------------------------- |
| Jahr                                                |                                                   |                                                   |                                                   | Einwohner                                         |
| 1869                                                | 1869                                              |                                                   | 1.260                                             | 1.260                                             |
| 1880                                                | 1880                                              |                                                   | 1.356                                             | 1.356                                             |
| 1890                                                | 1890                                              |                                                   | 1.399                                             | 1.399                                             |
| 1900                                                | 1900                                              |                                                   | 1.501                                             | 1.501                                             |
| 1910                                                | 1910                                              |                                                   | 1.618                                             | 1.618                                             |
| 1923                                                | 1923                                              |                                                   | 1.454                                             | 1.454                                             |
| 1934                                                | 1934                                              |                                                   | 1.399                                             | 1.399                                             |
| 1939                                                | 1939                                              |                                                   | 1.439                                             | 1.439                                             |
| 1951                                                | 1951                                              |                                                   | 1.329                                             | 1.329                                             |
| 1961                                                | 1961                                              |                                                   | 1.156                                             | 1.156                                             |
| 1971                                                | 1971                                              |                                                   | 1.043                                             | 1.043                                             |
| 1981                                                | 1981                                              |                                                   | 998                                               | 998                                               |
| 1991                                                | 1991                                              |                                                   | 998                                               | 998                                               |
| 2001                                                | 2001                                              |                                                   | 984                                               | 984                                               |
| 2011                                                | 2011                                              |                                                   | 941                                               | 941                                               |
| 2021                                                | 2021                                              |                                                   | 958                                               | 958                                               |
| 2025                                                | 2025                                              |                                                   | 975                                               | 975                                               |
| Quelle(n): Statistik Austria, Gebietsstand 1.1.2021 |                                                   |                                                   |                                                   |                                                   |

## Kultur und Sehenswürdigkeiten

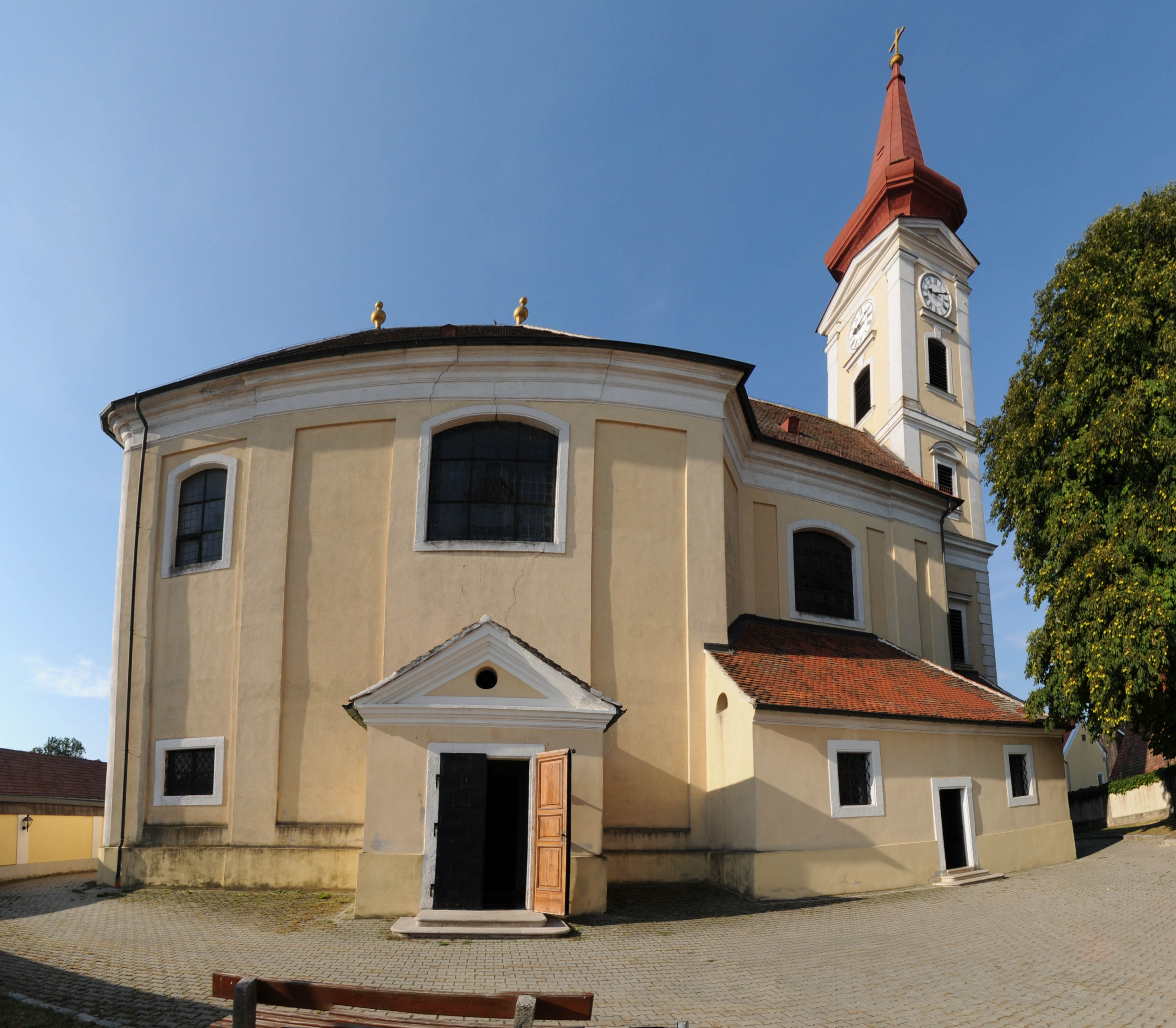
Pfarrkirche Großriedenthal

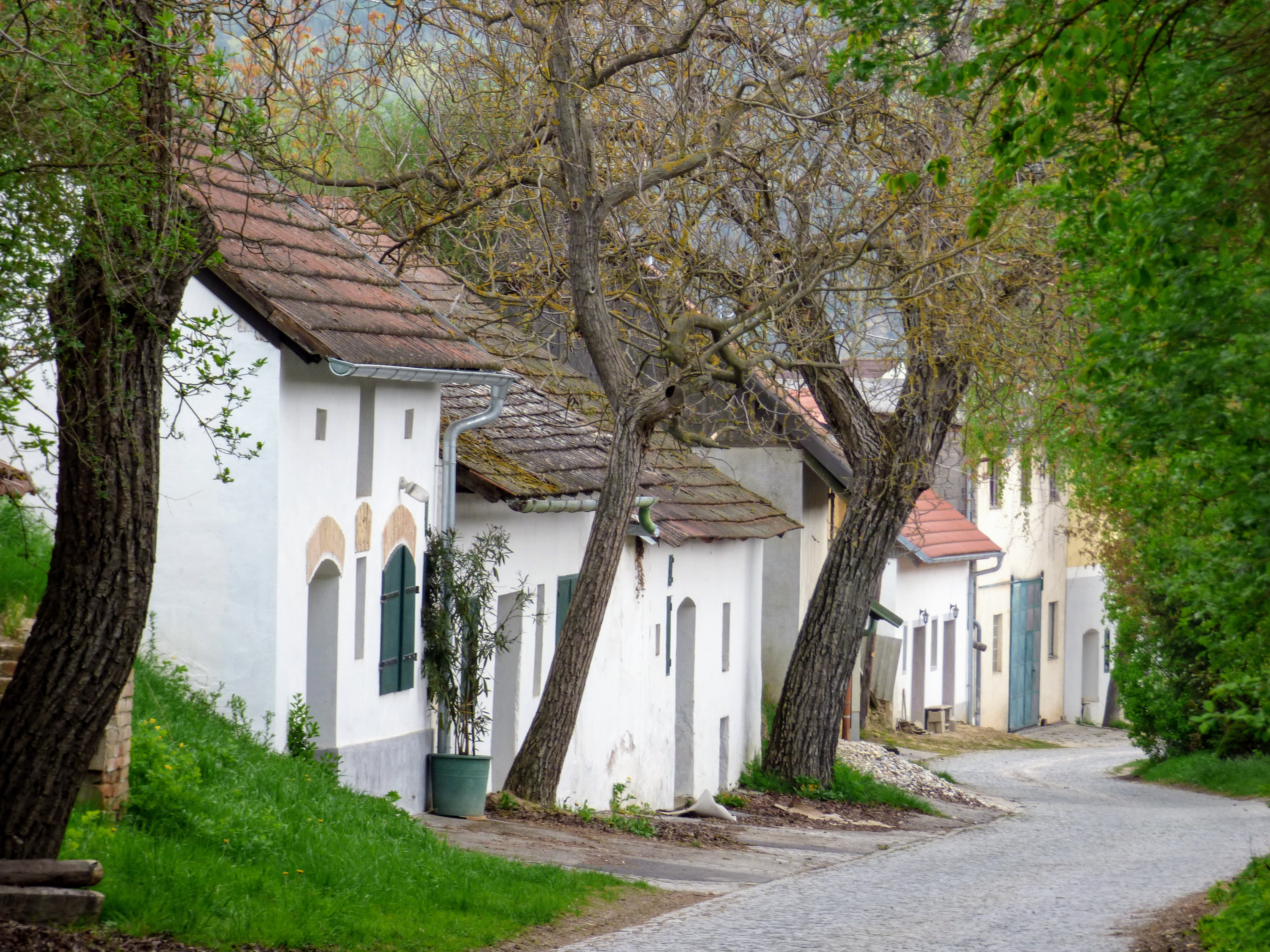
Kellergasse Reithergraben

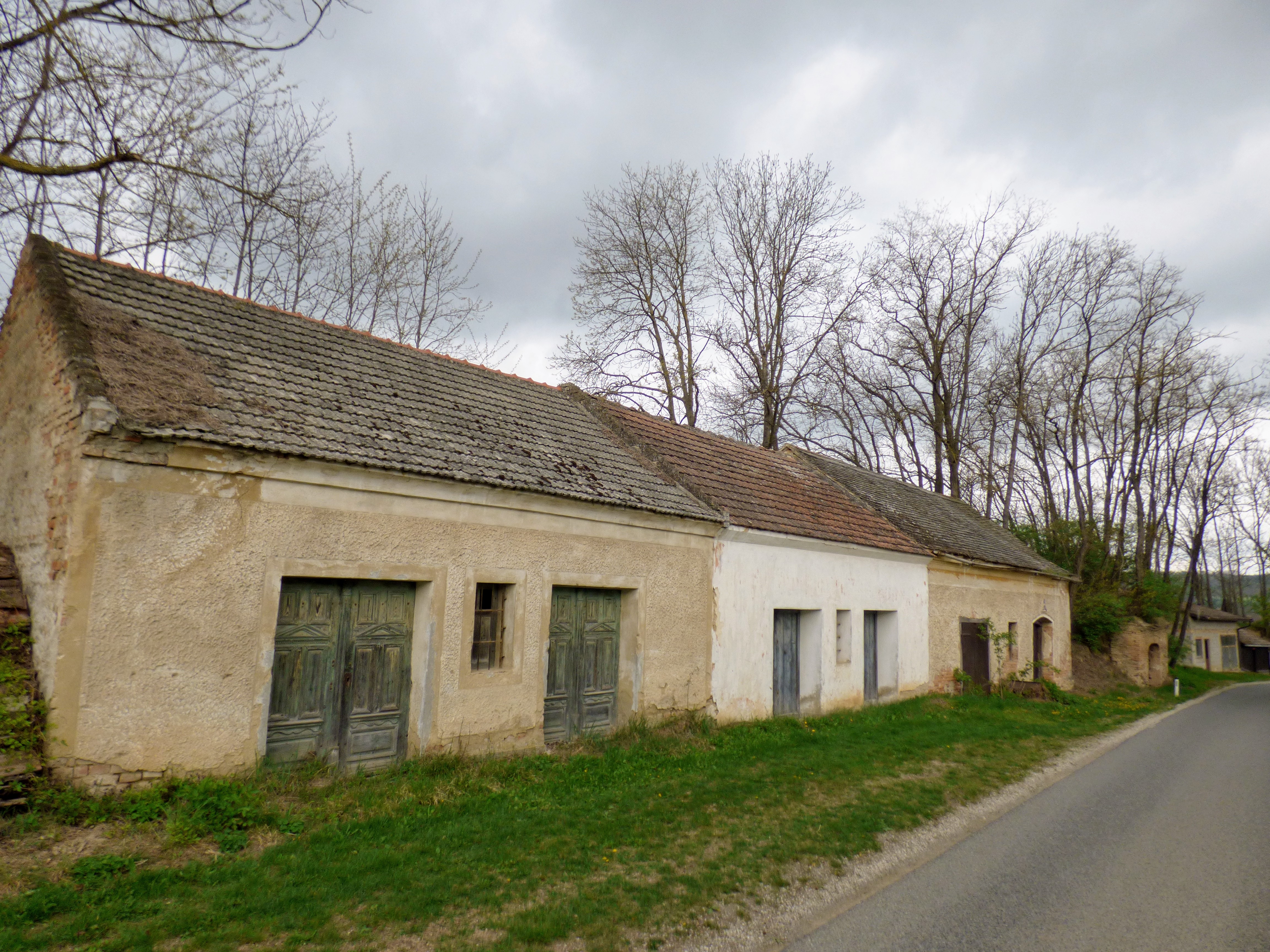
Kellergasse Mühlgraben

- Katholische Pfarrkirche Großriedenthal hl. Lorenz
- Katholische Filialkirche Ottenthal hl. Ulrich
- Museum der einfachen Dinge: In einem renaissancezeitlichen Ritteranwesen, das im 17. Jahrhundert zu einer Großbauernwirtschaft umgewandelt wurde, ist das „Museum der einfachen Dinge“ untergebracht. Ausgestellt sind Haus- und Arbeitsgeräte aus dem bäuerlichen Alltag früherer Zeiten sowie Kleidung und Möbel. Das Museum nimmt jährlich beim „Lössfrühling am Wagram“ sowie bei der „Langen Nacht der Museen“ teil.[5][6]
- Hausberg: Der Hausberg ist ein etwa in den Jahren 1000 bis 1300 aufgeschütteter Kegelstumpf als Unterbau eines befestigten Hauses, das als Zufluchtstätte und Schutz gegen feindliche Überfälle diente. Der geschmeidige Löss eignete sich gut für die riesigen Erdarbeiten, für Berg, Graben und Wall. Dieses Haus besaß ein Brückentor beim Wächterhaus. Dahinter gab es einen breiten Formierungsraum für die Wehrknechte und ein festes Holzhaus mit einem Turm für den Ausguck und die Verteidigung. Vom Gipfel blickt man über die angrenzenden Orte und bei guter Sichtweite reicht die Sicht bis über die Donau zum Kraftwerk Dürnrohr.
- Der Aubergfelsen, ein Naturdenkmal am Spielberg.

## Wirtschaft und Infrastruktur
Nichtlandwirtschaftliche Arbeitsstätten gab es im Jahr 2001 23, land- und forstwirtschaftliche Betriebe nach der Erhebung 1999 148. Die Zahl der Erwerbstätigen am Wohnort betrug nach der Volkszählung 2001 473. Die Erwerbsquote lag 2001 bei 49,18 Prozent.

### Öffentliche Einrichtungen
In Großriedenthal befindet sich ein Kindergarten.

### Sport
- USV Großriedenthal
- Tennisverein Großriedenthal

## Politik

### Gemeinderat
Der Gemeinderat hat 15 Mitglieder.
- Mit den Gemeinderatswahlen in Niederösterreich 1990 hatte der Gemeinderat folgende Verteilung: 9 ÖVP, 4 SPÖ und 2 Sonstige.
- Mit den Gemeinderatswahlen in Niederösterreich 1995 hatte der Gemeinderat folgende Verteilung: 10 ÖVP, 4 SPÖ und 1 FPÖ.[8]
- Mit den Gemeinderatswahlen in Niederösterreich 2000 hatte der Gemeinderat folgende Verteilung: 9 ÖVP, 4 SPÖ und 2 FPÖ.[9]
- Mit den Gemeinderatswahlen in Niederösterreich 2005 hatte der Gemeinderat folgende Verteilung: 12 ÖVP, 2 SPÖ und 1 FPÖ.[10]
- Mit den Gemeinderatswahlen in Niederösterreich 2010 hatte der Gemeinderat folgende Verteilung: 12 ÖVP und 3 SPÖ.[11]
- Mit den Gemeinderatswahlen in Niederösterreich 2015 hatte der Gemeinderat folgende Verteilung: 10 ÖVP und 5 SPÖ.[12]
- Mit den Gemeinderatswahlen in Niederösterreich 2020 hatte der Gemeinderat folgende Verteilung: 10 ÖVP und 5 SPÖ.[13]
- Mit den Gemeinderatswahlen in Niederösterreich 2025 hat der Gemeinderat folgende Verteilung: 10 ÖVP und 5 SPÖ.[14]

### Bürgermeister
- bis 2015 Franz Geier (ÖVP)
- seit 2015 Franz Schneider (ÖVP)[15]

## Persönlichkeiten
- Marian Paradeiser (1747–1775), Benediktiner und Komponist